# Juliana Carrijo
Juliana Santos Carrijo (Uberlândia, 25 de fevereiro de 1992) é uma voleibolista indoor brasileira que atua na posição de Levantadora, com marca de alcance de 275 cm no ataque e 266 cm no bloqueio, que representou as categorias de Seleção Brasileira  medalhista de prata no Mundial Juvenil de 2011 no Peru.

## Carreira
A prática desportiva fez parte de sua trajetória aos oito anos de idade na prática desportiva, e incentivada por sua mãe. Em 2004, foi revelada nas categorias de base do Praia Clube onde permaneceu até 2007, sendo campeã mineira na categoria infantl, e neste ano representou a seleção estadual mineira e conquistou o título do Campeonato Brasileiro de Seleções Infantojuvenil da primeira divisão, sediado em Fortaleza, e aos 15 de anos de idade foi jogar na categorias de base do São Caetano, depois, ascendeu ao elenco profissional de 2009 a 2011, sendo campeã paulista infantojuvenil.
Em 2011, foi convocada para seleção na categoria juvenil pelo técnico Luizomar de Moura, para uma série de dez partidas amistosas numa excursão pela Europa, quando venceram todos os jogos em preparação para o Campeonato Mundial sediado nas cidades peruanas de Lima e Trujillo, e esteve na equipe neste certame vestindo a camisa #5ocasião que obteve a medalha de prata, finalizando na décima posição entre as melhores levantadoras.
Na temporada de 2011-12, retorna ao Banana Boat/Praia Clube e obtém o título do Campeonato Mineiro em 2011e disputou a referente Superliga Brasileira A, encerrando na sexta colocação nesta edição.
Renovou com o Banana Boat/Praia Clube, e disputou as competições do período 2012-13conquistando o título do Campeonato Mineiro de 2012 e disputou a Superliga Brasileira A 2012-13 e encerrou na quinta posição nesta competição.e neste ano disputou o Torneio Internacional Top Volley  na Basileia e sagrou-se vice-campeã.
Em 2013, voltou a ser convocada para Seleção Brasileira de Novas participou pela segunda vez consecutiva da edição da Universíada de Verão, esta realizada na cidade russa de Cazã e conquistou a medalha de prata, nesta edição foi a Melhor Levantadora e foi convocada pelo técnico Cláudio Pinheiro para disputar o I Campeonato Mundial Sub-23, este realizado nas cidades mexicanas de Tijuana e Mexicali,, vestindo a camisa#5 alcançou a sétima colocação, e terminou na oitava posição entre as melhores levantadoras.
Ainda na temporada 2013-14 conquistou o título do Campeonato Mineiro de 2013terminando na quinta colocação , finalizando a temporada ainda disputou a edição da Copa Brasil de 2014 realizada em Maringá repetindo a mesma colocação da superliga, ou seja, o quinto lugar.
Pelo Dentil/Praia Clube sagrou-se campeã do Campeonato Mineiro de 2014 e também disputou a Superliga Brasileira A 2014-15. Em 2015, encerrou por este clube na sétima colocação na Copa Brasil. Na Superliga Brasileira A 2014-15 encerrou na quinta posição..
No ano de 2015 foi convocada para Seleção Militar e sagrou-se medalhista de ouro na edição dos Jogos Mundiais Militares realizados na Coreia do Sul,ainda representou o país em sua segunda edição de Universíada de Verão, desta vez em Gwangju, Coreia do Sul, vestiu a camisa #6, e ao final conquistou o quarto lugar na competição.
Foi contratada pelo Dentil/Praia Clube paras as competições da jornada 2015-16 e conquistou o título do Campeonato Mineiro de 2015e o vice-campeonato na edição da Superliga Brasileira A 2015-16e sagrou-se campeã da Copa Brasil de 2016 realizada em Campinas.
Renovou com o Dentil/Praia Clube disputar as competições do calendário esportivo de 2016-17, conquistando o vice-campeonato na Supercopa do Brasil de 2016 em Uberlândia, além do bronze na edição da Superliga Brasileira 2016-17.Ainda em 2017 competiu pelo Dentil/Praia Clube na edição do Campeonato Sul-Americano de Clubes de 2017, em Uberlândia, Brasil, sagrando-se medalhista de prata
Na temporada 2017-18 ela é contratada pelo Genter Vôlei Bauru e disputou a Superliga Brasileira A.Na temporada de 2018-19, foi atuar pelo Fluminense FC, sendo vice-campeã do Campeonato Carioca, já no período de 2019-20, atuou pelo Curitiba Vôlei, obtendo o terceiro lugar no Campeonato Mineiro e a temporada foi suspensa por causa da Pandemia da COVID-19. Transferiu-se para o Brasília Vôlei obtendo o terceiro lugar no Campeonato Mineiro e a medalha de bronze no Campeonato Sul-Americano de Clubes de 2021. Atuou pelo Sporting CP no período de 2021-22 e foi campeã da Taça da Federação de Portugal e terceira colocação na Taça de Portugal e no Campeonato Português.Retornou na temporada 2022-23 ao Brasília Vôlei e terminaram na terceira posição no Campeonato Mineiro, renovando para 2023-24 e repetindo o mesmo feito no evento estadual anterior e vice-campeã da Copa Brasília. Foi contratada para o Dentil/Praia Clube para disputar a jornada de 2024-25.

## Títulos e resultados
- Superliga Brasileira Aː2015-16
- Superliga Brasileira Aː2016-17
- Supercopa Brasileira de 2024
- Supercopa Brasileira de 2016
- Copa Brasil:2015, 2016
- Campeonato Mineiro:2011,2012, 2013, 2014 e 2015
- Campeonato Mineiro de 2024
- Campeonato Carioca:2018
- Copa Brasília 2024

## Premiações individuais
- Melhor Levantadora da Universíada de Verão de 2013
- Melhor Levantadora do Torneio Internacional Top Volley de 2013